# No pot ser!
"No pot ser!" és un programa de TV3 presentat per Jordi Basté i que compte amb la col·laboració de Lavinia Audiovisual. El programa investiga el món nou que arriba a tota velocitat impulsat per la innovació, les noves tecnologies, la globalització i la necessitat de construir-nos una civilització més sostenible.
Jordi Basté, amb una actitud inquieta i exploradora, acompanya l'audiència a descobrir com canviarà la nostra forma de treballar, de menjar, de moure'ns o de relacionar-nos, identificant dilemes i conflictes que posen de relleu que el més important de la tecnologia és quin ús se li dona.
El programa consta actualment de dues temporades, aquestes s'emetien en directe per TV3 els diumenges a les 21:55.
Per satisfer aquesta necessitat d'afany i de voler saber, entendre i explicar el que s'està coent, Basté conversa amb especialistes mundials, descobreix projectes punters de Catalunya i arreu del món i experimenta en primera persona moltes de les innovacions que donen forma al nostre present i futur.

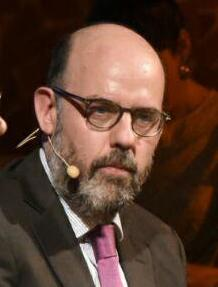
Jordi Basté, presentador del programa de TV3 "No pot ser!".

## Primera temporada[1]
La primera temporada consta de 13 episodis. Tots ells amb una durada d'entre 40 i 50 minuts. El programa es va estrenar el 17 de març del 2019 i la primera temporada va finalitzar al 30 de juny del 2019.
| Capítol                                   | Data d'estrena | Durada en minuts | Contingut | Professionals que participen |
| ----------------------------------------- | -------------- | ---------------- | --- | --- |
| Amics a la carta                          | 17/03/2019     | 52               | En el primer programa es parla dels valors de l'amistat en temps de xarxes socials, es refelxiona sobre la cultura del postureig digital i a identificar els nous límits i conflictes que ens planteja la tecnologia.                                                                                        | - Eugenia Kuyda, enginyera russa. - Marita Alonso, periodista. - Josep Maria Ganyet, enginyer i professor. - David Verdaguer, actor. - Rafael Santandreu, psicòleg. - Dolors Reig, psicòloga. - Gerd Leonard, expert en innovació. Entre altres.                                                                                         |
| Pilot automàtic                           | 24/03/2019     | 52               | Jordi Basté explora en quin estat de desenvolupament es troba realment el vehicle autònom, tant individual com col·lectiu, en vista dels grans esforços que hi dediquen les automobilístiques de sempre i també nous actors com Waymo o Tesla, sense oblidar els vehicles voladors.                          | - Miquel Gangonells, enginyer especialista en mobilitat. - Josep Maria Ganyet, enginyer i professor. |
| Ciutat intel·ligent                       | 31/03/2019     | 50               | Aquest capítol centra la mirada en com ha de canviar casa nostra i les nostres ciutats per no carregar-nos definitivament el planeta. | - Santi Millan, actor. - Vicente Gullart, arquitecte fundador de l'Institut d'Arquitectura Avançada de Catalunya. - Alícia Asín, experta en ciutats intel·ligents. |
| Menjar impossible                         | 7/04/2019      | 51               | Jordi Basté tasta nous menjars que semblen impossibles, però que ja són o comencen a ser possibles. El menú comença als Estats Units, país on es consumeix moltes hamburgueses. També al Japó visita una granja que cultiva 30.000 enciams al dia en granges verticals hidropòniques controlades amb robots. | - Jonathan Kauffman, crític del San Francisco Chronicle. - Núria Coll, periodista. - Pere Castells, químic especialitzat en ciència i cuina. - Toni Clapés, presentador. |
| Big Data, Big Brother                     | 14/04/2019     | 55               | En aquest episodi, Jordi Basté posa a prova les actrius Aina Clotet i Anna Bertran i el periodista Marc Giró per demostrar la vulerabilitat de la nostra privacitat a internet. També es veuen com les apps aparentment més innocents posen en risc la privacitat de tots nosaltres.                         | - Marta Peirano, experta en privacitat i seguretat a internet. - Elies Campo, enginyer. - Andrew Keen, periodista. |
| Món virtual                               | 21/04/2019     | 48               | S'exploren els límits entre realitat i virtualitat amb demostracions impactants. | - Xavi Conesa, de Vyson. - Jordi Janer, de Voctralabs. - Sergi Sagàs. - Keiichi Matsuda, artista visual japonès. - Katie Kelly, creadora de l'AltspaceVR. - Francesc Orella, Júlia Creus, Candela Anton i Crlota Olcina, actors. |
| Amor programat                            | 5/05/2019      | 49               | Basté s'endinsa en el món de l'amor programat per descobrir una generació nova de robots i intel·ligències artificals dissenyades per ser la parella perfecta. | - Erika Lust, directora de cinema per a adults. - Dolors Reig. - Josep Maria Ganyet. |
| Doctor robot                              | 12/05/2019     | 50               | Jordi Basté explora les tecnologies mèdiques més avançades i que són a Catalunya. El binomi tecnologia i medicina promet més avenços en els pròxims 10 anys que en tot el segle xx. | - Dr. Antoni De Lacy, cap del Servei de Cirurgia del Clínic. - Lucas Krauel, cirurgià pediàtric. - Pere Barret, cap del Servei de Cirurgia Plàstica i Cremats de l'Hospital Vall d'Hebron. - Montserrat Bernabeu, directora assistencial del centre.                                                                                     |
| La jugada perfecta                        | 19/05/2019     | 51               | En aquest capítol, Basté s'endinsa a la cuina del Barça i del Manchester City. PErquè el futbol d'elit no és aliè a la innovació tecnològica. A la seu del Manchester City, Basté descobreix la tecnologia que es fa servir per optimitzar el rendiment dels futbolistes.                                    | - Pep Guardiola, entrenador de futbol. - Ernesto Valverdre, entrenador de futbol. - Álvaro Carmona, CEO de Driblab. - Andreu Bartolí, creador del projecte Soccer Dream. |
| Robot busca feina                         | 02/06/2019     | 48               | Aquesta vegada Basté viatja al Japó per entendre la seva relació amb les màquines i aprendre com afectarà la nostra quotidianitat. Veurà com les feines perillen per l'existència de robots que poden substituir moltes d'aquestes feines.                                                                   | - Alfred García, músic. |
| Futur Compartit                           | 09/06/2019     | 52               | Jordi Basté explora els models col·laboratius que estan canviant el món a marxes forçades. Per moure's per les grans ciutats ja no cal tenir ni moto ni bicicleta, sinó un smartphone. Amb un sol clic, l'usuari pot accedir a un vehicle compartit en qualsevol punt de la ciutat i aparcar-lo on sigui.    | - Gino Tubaro, creador del projecte AtomicLab. - Albert Cañigueral, fundador del blog "Consumo colaborativo" i una autoritat en la matèria. |
| Enganyar la mort: camí a la immortalitat? | 16/06/2019     | 44               | Jordi Basté explora com l'espècie humana combat el camí cap a la mort amb el suport de la ciència i la tecnologia. | - María Belasco, directora del Centre Nacional d'Investigacions Oncològiques. - Josep Maria Mainat, cantant i productor de televisió. - Albert Estrada, responsable CECRYON. - Aubrey de Grey, gerontòleg i director del SENS Research Foundation. - Begoña Román, doctora en filosofia.                                                 |
| Assignatures pendents                     | 30/06/2019     | 57               | L'últim capítol de la temporada asseu a la Biblioteca Nacional de Catalunya quatre veus autoritzades per abordar els grans interrogants del nostre temps. En aquest últim programa el feed back habitual del programa canvia per recuperar moments clau de la temporada.                                     | - Alfons Cornella, expert en innovació tecnològica i transformació empreserial. - Gemma Galdón, especialista en impacte social, legal i ètic de les noves tecnologies. - Jordi Musons, director de l'Escola Sadako i membre de l'Escola Nova 21. - Susana Lluna, periodista, professora de la UOC i consultora en transformació digital. |

## Segona temporada[1]
La segona temporada consta de 10 episodis. Es va estrenar el 13 de març del 2020 i va finalitzar el 7 de juny del 2020. En la segona temporada, també presentada per Jordi Basté. s'aborden temes com l'addicció al mòbil, l'edició genètica com a punta de llança de la nova revolució mèdica, el món dels esports i dels nous creadors de continguts, el poder dramàtic de les tecnologies sobre la nostra democràcia, la crisi climàtica o la trasnformació educativa, entre d'altres.
| Capítol                           | Data d'estrena | Durada en minuts | Contingut | Professionals que participen |
| --------------------------------- | -------------- | ---------------- | --- | --- |
| La tele soc jo                    | 15/03/2020     | 59               | Jordi Basté descobreix a què dediquen tantes hores de pantalla els nostres fills i filles amb els creadors de contingut que més triomfen a la xarxa. | - Aida Domenech, "Dulceida". - Miquel Montoro. - Esty Quesada, "Soy una pringada". |
| Made of plastic                   | 22/03/2020     | 53               | Davant l'allau del consum de plàstic, Jordi Basté descobreix iniciatives per reduir-ne l'ús i prendre'n consciència. | - Marc Ribas, cuiner. - Alberto Vizcaíno, ambientòleg. - Javier Goyneche. - Maria Serra, hove activista climàtica i portaveu de "Fridays for Future Barcelona".                                                      |
| Addictes al mòbil                 | 05/04/2020     | 54               | L'episodi tracta l'addicció que tenim tots al mòbil a dia d'avui, és hora d'enfrontar la realitat. | - Jordi Évole, presentador. - Marc Masip, psicòleg. - Aza Raskin, enginyer de l'"scroll". |
| e-Sports: comença la partida      | 12/04/2020     | 52               | Els e-Sports són un fenomen emergent que aplega milions d'espectadors arreu del món. Jordi Basté descobreix un nou món al·lucinant assistint a una cita del Mundial de LEague of Legends. | - Ibai Llanos, "caster". - Carlos "Ocelote Rodríguez", fundador del CEO de G2 Esports. - Cristinini, "gamer". - Tom "Vorwenn" Baldrich, jugador del Fortnite                                                         |
| Gen-ètica?                        | 19/04/2020     | 51               | La medicina afronta una nova revolució impuslsada per la seqüènciació del genoma i les tècniques d'edició genètica. Jordi Basté hi aprofundeix però també amb la mirada de l'ètica. | - Àngel Llàcer, actor. - Francisco Mojica, descobridor del CRISPR. - Josiah Zayner, biohacker. - Gemma MArfany, doctora en biologia i professora de genètica. - Lluís Montoliu, biotecnòleg i investigador del CSIC. |
| Hackeig a la democràcia           | 26/04/2020     | 47               | En època de Fake News, aquest programa parla de qui les genera i què pretenen. Basté descobreix algunes de les pràctiques més fosques dels partits polítics a Facebook i parla amb un dels especialistes més crítics a Google. | - Josep Maria Ganyet, enginyer i professor. - Marta Peirano, especialista en Fake News. - Xavier Tomàs, consultor polític. - Dr. Robert Epstein, especialista crític a Google. - Jair Domínguez, humorista.          |
| Sexe digital                      | 03/05/2020     | 51               | Aquest pisodi pretén identificar les conseqüències i els riscos de que els joves accedeixin a la pornografía abans dels 10 anys, que ja és una realitat. Basté veurà com l'educació sexual necessita una actualització urgent i que ara mateix està en mans de la xarxa.                                                                                 | - Laila Pilgren, directora de la Sex Academy. |
| Educació: actualitzant el sistema | 17/05/2020     | 48               | La revolució tecnològica fa trontollar el sistema educatiu tradicional. En plena època de canvs, veiem com conviuen models educatius que creixen al voltant de l'ús extensiu del mòbil i altres que defugen les pantalles. Jordi Basté recorre escoles i uninversitats de tot el món contraposant les diverses visions sobre la transformació educativa. | |
| MIT: fabricant el futur           | 31/05/2020     | 49               | En aquest episodi, Basté s'endinsa al MIT, un dels epicentres de la innovció tecnològica mundial a Boston, Massachusetts. L'equip del "No pot ser!" recorre els seus passadissos i laboratoris d'idees de la mà de catalans que viuen i treballen en aquests mític institut i que ensenyaran quins enginys i tecnologis preparen per al dia de demà.     | |
| Oracle Harari                     | 07/06/2020     | 36               | Aquest episodi és una entrevista de Jordi Basté al filòsof i escriptor israelià Yuval Noah Harari, autor de "Sapiens" i considerat un dels grans gurús actuals. Els dos conversen sobre la disrupcó tecnològica i els reptes que enfronta la nostra societat.                                                                                            | - Yuval Noah Harari, escriptor. |

## Premis[2]
Jordi Basté i el mateix programa, "No pot ser!", van rebre el premi de Periodisme Serrat i Bonastre. El premi va ser guardonat per fer un programa de televisió que arribés al gran públic els principals avenços en la tecnologia com a producte de l'enginyeria amb la voluntat d'estimular el debat i la reflexió en la societat.